# Purk (Moorenweis)
Purk ist ein Gemeindeteil der Gemeinde Moorenweis im oberbayerischen Landkreis Fürstenfeldbruck. Das Pfarrdorf liegt circa zwei Kilometer nördlich von Moorenweis.
Anlässlich der Gebietsreform in Bayern wurde die ehemals selbständige Gemeinde Purk am 1. Juli 1972 zu Moorenweis eingegliedert.

## Baudenkmäler
- Katholische Pfarrkirche Heilig Kreuz
- Pfarrstadel

## Bodendenkmäler
- Burgstall Purk